# Adonella Modestini
Adonella Modestini (Bracciano, 1955) è un'ex modella italiana, vincitrice del concorso di bellezza Miss Italia 1972.

## Biografia
Dopo aver partecipato una prima volta nel 1971 nel 1972 vince il concorso di Miss Italia a Vibo Valentia, dove partecipava nuovamente come Miss Selezione fotografica Lazio. 
Per Modestini l'esperienza del concorso rimase l'unica nel mondo dello spettacolo e della moda.